# Philippe Pelaez
Œuvres principales
- Puisqu'il faut des hommes (2020)
- Pinard de guerre (2021)
- Automne en Baie de Somme (2022)
- Six (2023)
- Noir Horizon (2023)

Philippe Pelaez, professeur agrégé d'anglais et scénariste de bandes dessinées, est né le 22 janvier 1970 à Castres (Tarn).

## Biographie
Il publie en novembre 2015 son premier album Gaultier de Châlus dans la maison d'édition réunionnaise Des Bulles dans l'Océan, avec qui il collaborera sur deux autres séries (Chroniques américaines avec Afif ben Hamida et Fièvre en collaboration avec Antonio Menin). La même année, il s'essaie au financement participatif avec la maison d'édition Sandawe, aujourd'hui disparue. C'est avec Oliver & Peter (en collaboration avec Cinzia di Felice) dont Régis Loisel signera la préface, et Parallèle (avec Laval NG) qu'il se fera remarquer avec Un peu de tarte aux épinards chez Casterman, avec le dessinateur barcelonais Javier Casado. Il publie ensuite la trilogie Maudis sois-tu chez Ankama, en collaboration avec Carlos Puerta.
Il participe à la collection Grand Angle de la maison d'édition Bamboo : Dans mon village on mangeait des chats, sélectionné pour le Prix des Lycées de l'Académie de Poitiers au Festival International de la Bande Dessinée d'Angoulême 2021, et Puisqu'il faut des hommes, un récit sur le difficile retour de la guerre d'Algérie dans un village à la fin des années 1950, qui reçoit le prix lycéen du Rendez-vous de la bande dessinée d'Amiens la même année.
Il développe de nouveaux projets, notamment Pinard de guerre et Bagnard de guerre dessinés par Francis Porcel avec qui il avait déjà collaboré sur Dans mon village on mangeait des chats, puis en 2023 sur Air. Il scénarise ensuite Le Bossu de Montfaucon (dessins Eric Stalner), Ceux qui n'existaient plus (avec Olivier Mangin), puis le remarqué Automne en Baie de Somme en 2022, une enquête policière mâtinée d'ode au féminisme sur fond d'Art Nouveau. Cet album sera suivi par Hiver à l'Opéra (dessins Alexis Chabert) en octobre 2023.
Il s'essaie à d'autres styles avec Alter (la reprise de Parallèle) et la fantasy littéraire Furioso adapté du poème épique Orlando Furioso de L'Arioste (les deux séries en collaboration avec Laval NG, chez Drakoo) ; changement de registre ensuite avec Super Vilains chez Fluide Flacial (dessin : Morgann Tanco) en 2022. La mème année sort le premier tome du diptyque L'Enfer pour aube en collaboration avec Tiburce Oger aux éditions Soleil. En novembre 2022, le one-shot L'Ecluse (dessins Gilles Aris) reçoit le prix du Festival du film policier de Cognac. Il revient à l'adaptation littéraire avec La Chambre des merveilles, d'après le roman de Julien Sandrel, ainsi que Dans l'Ombre (en collaboration avec Cédrick Le Bihan), adaptation du thriller politique de l'ancien premier ministre Edouard Philippe et du député européen Gilles Boyer.
En 2023, il publie chez Dargaud son premier western, Six, avec Javier Casado, puis le premier tome de la trilogie Noir Horizon chez Glénat, avec Benjamin Blasco-Martinez. En septembre sort Comme des papillons, l'histoire de l'ascension de Franck Mesnel et de la création de la marque Eden Park. Il est également nommé pour le Prix Jacques-Lob récompensant les dix meilleurs auteurs de l'année 2023.
Quelque chose de froid, hommage aux films noirs des années 1940 et 50, sort en mars 2024 aux éditions Glénat avec Hugues Labiano au dessin et Jérôme Maffre à la couleur. Il collabore ensuite avec Espé sur Le Gigot du dimanche, inspiré des souvenirs d'enfance de l'auteur, et avec Guénaël Grabowski sur Neuf, un récit intimiste de science-fiction. Le premier tome de De Bruit et de fureur, "Shakespeare", publié en septembre 2024 chez Glénat, marque sa première collaboration avec Eric Liberge.
En 2025, il publie avec Gaël Séjourné Les Fesses à Bardot, un hommage au cinéma français des années 1950, puis l'album humoristique Alphonse avec le dessinateur Pascal Valdès. Changeant encore une fois de registre, il reprend avec Claudio Stassi les aventures d'une héroïne issue de l'univers Michel Vaillant, la  mythique motarde Julie Wood, quarante-cinq ans après le dernier album en 1980. En mai sort Épouvantail, un roman graphique en noir et blanc mêlant thriller, drame et conte fantastique, et dessiné par Stéphane Sénégas.

## Œuvres
- Gaultier de Châlus, dessins Olivier Giraud, Des Bulles dans l'Océan, 2015, 2 tomes.
- Oliver & Peter, dessins Cinzia di Felice, Éditions Sandawe, 2016-2018, 3 tomes.
- Parallèle, dessins Laval NG, Éditions Sandawe, 2016-2019, 4 tomes.
- Fièvre, dessins Antonio Menin, Des Bulles dans l'Océan, 2017-2019, 2 tomes.
- Un peu de tarte aux épinards, dessins Javier Casado, Casterman, 2019-2020, 2 tomes.
- Maudit sois-tu, dessins Carlos Puerta, Éditions, 2019-2022, 2 tomes.
- Chroniques américaines, dessins Afif ben Hamida, Des Bulles dans l'Océan, 2020-2021, 2 tomes.
- Dans mon village on mangeait des chats, dessins Francis Porcel, Bamboo Éditions, collection Grand Angle, 2020 (SBN : 9782818975633).
- Puisqu'il faut des hommes, dessins Victor Pinel, Bamboo Éditions, collection Grand Angle, 2020  (ISBN 9782818969076).
- Alter, dessins Laval NG, Drakoo, 2020, 2 tomes.
- Pinard de guerre, dessins Francis Porcel, Bamboo Éditions, collection Grand Angle, 2021  (ISBN 9782818979136).
- Bagnard de guerre, dessins Francis Porcel, Bamboo Éditions, collection Grand Angle, 2023  (ISBN 9782818980088).
- Pillard de guerre, dessins Francis Porcel, Bamboo Éditions, collection Grand Angle, 2025  (ISBN 9782818980088).
- Le Bossu de Montfaucon, dessins Eric Stalner, Bamboo Éditions, collection Grand Angle, 2022, 2 tomes.
- L'Enfer pour aube, dessins Tiburce Oger, Éditions Soleil, 2022-2023, 2 tomes.
- Furioso, dessins Laval NG, Drakoo, 2022-2023, 2 tomes.
- Automne en Baie de Somme, dessins Alexis Chabert, Bamboo Éditions, collection Grand Angle, 2022  (ISBN 9782818979204).
- L'Écluse, dessins Gilles Aris, Bamboo Éditions, collection Grand Angle, 2022  (ISBN 9782818978238).
- Super Vilains, dessins Morgann Tanco, Fluide Glacial, 2022  (ISBN 979-1-0382-0419-5).
- La Chambre des merveilles, dessins Patricio Delpeche, Bamboo Éditions, collection Grand Angle, 2022  (ISBN 9782818986943).
- Ceux qui n'existaient plus, dessins Olivier Mangin, Bamboo Éditions, collection Grand Angle, 2023-2024, 2 tomes  (ISBN 9782818987346).
- Dans l'ombre, dessins Cédrick Le Bihan, Bamboo Éditions, collection Grand Angle, 2023  (ISBN 9782818994825).
- Six, dessins Javier Casado, Dargaud, 2023-2024, 2 tomes.  (ISBN 9782505086444).
- Air, dessins Francis Porcel, Bamboo Éditions, collection Grand Angle, 2023-2024, 2 tomes  (ISBN 9782818993439).
- Comme des papillons, co-scénariste : Philippe Charlot, dessins Miras, Bamboo Éditions, collection Grand Angle, 2023  (ISBN 979-1-0411-0029-3).
- Noir Horizon, dessins Benjamin Blasco-Martinez, Glénat, 2023  (ISBN 9782344042762).
- Hiver à l'Opéra, dessins Alexis Chabert, Bamboo Éditions, collection Grand Angle, 2023  (ISBN 9782818996935)
- Quelque chose de froid, dessins Hugues Labiano, couleurs Jérôme Maffre, Glénat, 2024  (ISBN 978-2344038109)
- Le Gigot du dimanche, dessins Espé, Bamboo Éditions, collection Grand Angle, 2024  (ISBN 978-2818987841)
- Neuf, dessins Guénaël Grabowski, couleurs Denis Béchu, Dargaud, 2024  (ISBN 978-2505122593)
- De Bruit et de fureur, dessins Eric Liberge, Glénat, 2024  (ISBN 978-2-344-05877-0)
- Les Fesses à Bardot, dessins Gaël Séjourné, collection Grand Angle, 2025  (ISBN 979-1-0411-0462-8)
- Alphonse, dessins Pascal Valdès, Fluide Glacial, 2025  (ISBN 979-1-0382-0727-1)
- Julie Wood, Saison 2, Graton éditeur, 2025  (ISBN 978-2390602002)
- Épouvantail, dessins Stéphane Sénégas, Dargaud, 2025  (ISBN 978-2505127604)

## Prix et distinctions
- 2017 : Prix lycéen Cyclone BD pour la série Parallèle[réf. nécessaire]
- 2020 : Sélection du prix Les Galons de la BD pour Puisqu’il faut des hommes[39]
- 2021 :
  - Nommé au Prix des lycées de l'Académie de Poitiers pour le Festival international de la bande dessinée d’Angoulême pour Dans mon village, on mangeait des chats[40]
  - Prix Révélation Bande Dessinée des lycéens Hauts-de-France (2020-2021) pour Puisqu’il faut des hommes – Joseph[41]
  - Sélection du prix Les Galons de la BD pour Pinard de guerre[42]
- 2022 :
  - Prix de la Ville d’Arnage (Sarthe) – Festival BD Mania pour Automne, en baie de Somme[43]
  - Prix du Festival du film policier de Cognac (Charente) pour L’Écluse
- 2023 :
  - Nomination pour le Prix Jacques-Lob[44]
  - Nomination pour le Prix de la BD de science-fiction pour Noir Horizon[45]
- 2024 :
  - Prix Latulu des professeurs documentalistes des collèges du Maine-et-Loire pour La Chambre des merveilles[46]
  - Prix de la Ville d’Arnage (Sarthe) – Festival BD Mania pour Air[47]

## Liens Externes
- Petites questions à Philippe Pelaez sur Artefact, blog BD